# 2006년 동계 패럴림픽
2006년 동계 패럴림픽(영어: 2006 Winter Paralympics, IX Paralympic Winter Games, 이탈리아어: IX Giochi paralimpici invernali)은 이탈리아 토리노에서 2006년 3월 10일부터 3월 19일까지 개최된 동계 패럴림픽이다.

## 참가국
2006년 동계 패럴림픽에 참가한 국가는 총 39개국이다. 2002년 동계 패럴림픽에 참가했던 국가 가운데 에스토니아, 네덜란드는 불참하였다.
멕시코, 몽골 2개국이 처음으로 동계 패럴림픽에 참가하였다. 멕시코는 2006년 동계 올림픽에 참가하지 않은 국가 가운데 유일하게 2006년 동계 패럴림픽에 참가한 국가이기도 하다.
| - 안도라 - 아르메니아 - 오스트레일리아 - 오스트리아 - 벨라루스 - 벨기에 - 불가리아 - 캐나다 - 칠레 - 중국 - 크로아티아 - 체코 - 덴마크 | - 핀란드 - 프랑스 - 독일 - 영국 - 그리스 - 헝가리 - 이란 - 이탈리아 (개최국) - 일본 - 카자흐스탄 - 대한민국 - 라트비아 - 멕시코 | - 몽골 - 뉴질랜드 - 노르웨이 - 폴란드 - 러시아 - 슬로바키아 - 슬로베니아 - 남아프리카 공화국 - 스페인 - 스웨덴 - 스위스 - 우크라이나 - 미국 |

## 종목
- 바이애슬론
- 아이스하키
- 알파인스키
- 컬링
- 크로스컨트리

## 경기 결과
| 순위 | 국가       | 금메달 | 은메달 | 동메달 | 합계 |
| ---- | ---------- | ------ | ------ | ------ | ---- |
| 1    | 러시아     | 13     | 13     | 7      | 33   |
| 2    | 독일       | 8      | 5      | 5      | 18   |
| 3    | 우크라이나 | 7      | 9      | 9      | 25   |
| 4    | 프랑스     | 7      | 2      | 6      | 15   |
| 5    | 미국       | 7      | 2      | 3      | 12   |
| 6    | 캐나다     | 5      | 3      | 5      | 13   |
| 7    | 오스트리아 | 3      | 4      | 7      | 14   |
| 8    | 일본       | 2      | 5      | 2      | 9    |
| 9    | 이탈리아   | 2      | 2      | 4      | 8    |
| 10   | 폴란드     | 2      | 0      | 0      | 2    |

## 같이 보기
- 2006년 동계 올림픽